# Patia (recette)
Le patia ou patchia est un plat régional de pommes de terre à la crème concocté dans le territoire des Hautes Chaumes, dans les Monts du Forez, relevant de la cuisine auvergnate. 

## Ingrédients et préparation
Ce mets utilise des pommes de terre fondantes pour gratin coupées en rondelles, déposées dans un plat avant d'être salées et poivrées, puis recouvertes de crème. Le plat est ensuite cuit à feu doux au four pendant quatre heures. 
Par sa recette, ce plat auvergnat s'apparente au gratin dauphinois.
Servi chaud, le patia peut être accompagné d'une salade verte ou d'un poulet rôti.